# St. Louis Union Station

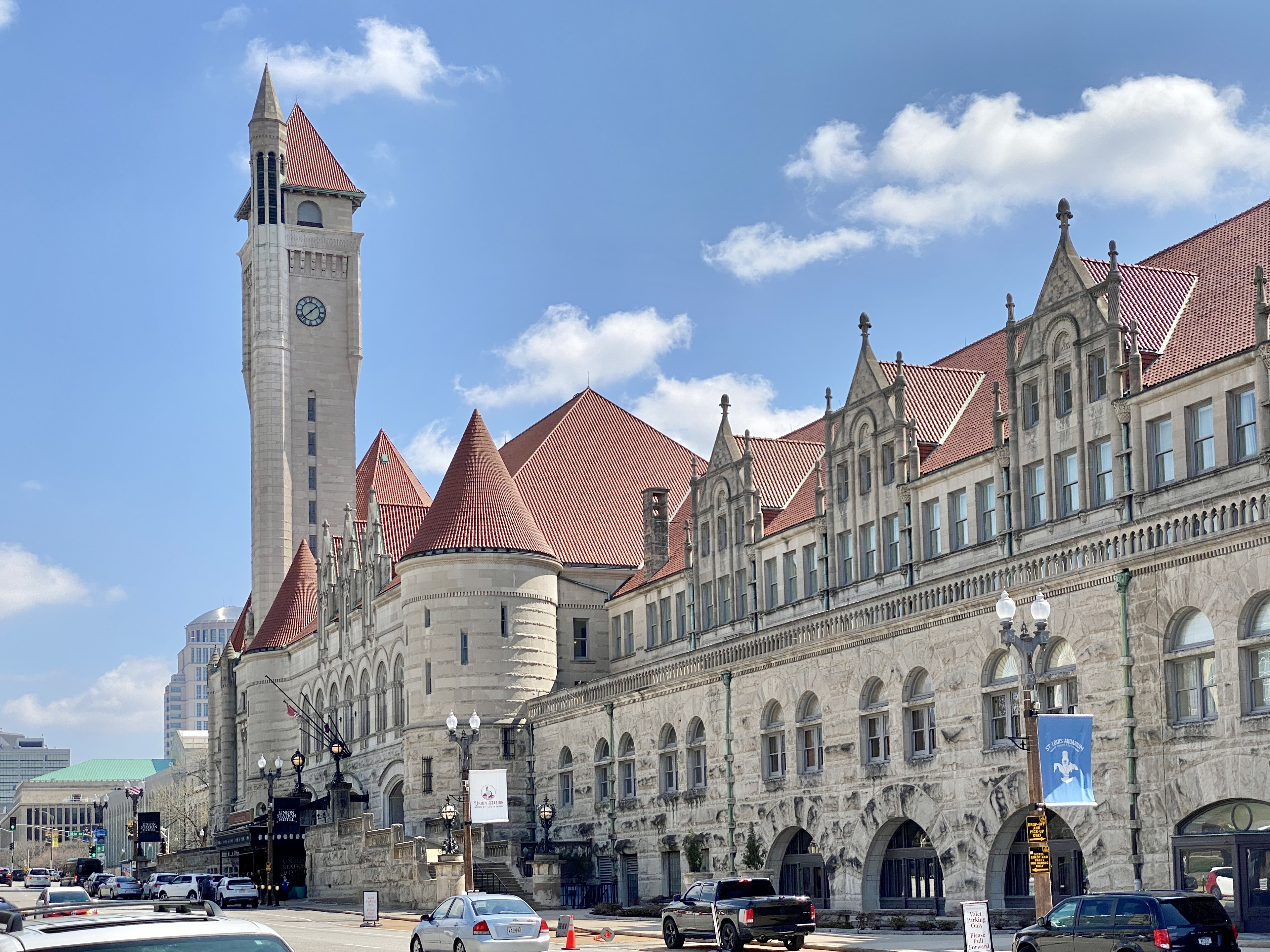
Het St. Louis Union Station in 2023

Het St. Louis Union Station is een voormalig stationsgebouw in de Amerikaanse stad Saint Louis en een National Historic Landmark.
Het gebouw werd ontworpen door Theodore Link en geopend in 1894. Link heeft zich bij het ontwerp laten inspireren door de middeleeuwse Franse vestingstad Carcassone.
Het station was lange tijd het grootste stationsgebouw ter wereld. Tijdens de Wereldtentoonstelling van 1904 beleefde het station zijn drukste periode.
Door de concurrentie met het vliegtuig werd het station vanaf de jaren vijftig steeds minder gebruikt. De laatste Amtraktrein vertrok in 1978. In 1985 werd het gebouw, na een verbouwing, geopend als winkelcentrum en hotel.